# Джаз-мануш
Джаз-мануш (англ. manouche jazz), известный также как цыганский джаз (англ. gypsy jazz) и цыганский свинг (англ. gypsy swing) — европейское направление джаза, совмещающее традиционную музыку цыган этнической группы «мануш» и джаз.
Солирующим инструментом стиля джаз-мануш является, как правило, акустическая гитара. Помимо неё, сольным инструментом может выступать скрипка, также могут использоваться аккордеон и духовые инструменты: кларнет, саксофон и пр.
Обычно в коллективах, исполняющих музыку этого стиля, отсутствуют ударные инструменты. Перкуссия реализована особой техникой игры на аккомпанирующей гитаре или гитарах. Исполнение ведущей партии, в частности гитарной, отличается быстротой и особыми подходами мелодическими и гармоническими к импровизации. Среди подходов необходимо отметить цыганскую гамму — венгерский минор, или дважды гармонический минор, комбинированный со вспомогательными тонами — мелодическим минором и скоростными квартовыми обыгрываниями аккордов, хроматизмами и т. д. Ритмом подчеркивается слабая доля, а сам ритмический рисунок свингуется.
В современном музыкальном мире старые традиции джаз-мануша и стиля Джанго Рейнхардта продолжают Бабик и Давид Рейнхардты (сын и внук Джанго), Бирели Лагрен, Дорадо и Чаволо Шмидты, братья Розенберг, Анжело Дебарр, Фрэнк Виньола, Ховард Алден (гитарные партии которого звучат в фильме Вуди Аллена «Сладкий и гадкий»), Джон Йоргенсен (англ. John Jorgenson) (гитарист, ранее работавший с Элтоном Джоном, сыгравший роль Джанго в фильме «Голова в облаках»).
- Семья Рейнхардт:

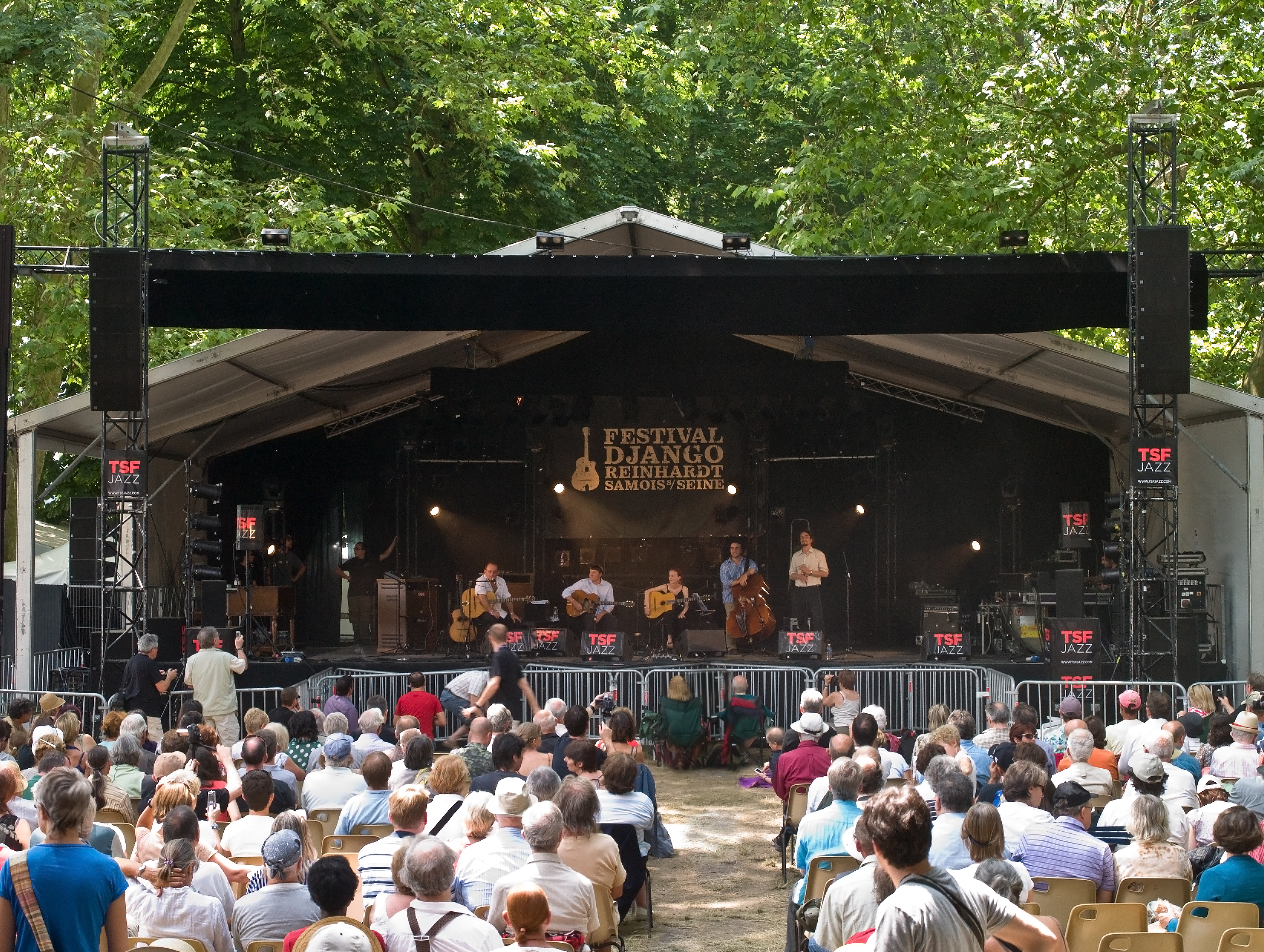
Фестиваль памяти Джанго Рейнхардта в Самуа-сюр-Сен

  - Джанго Рейнхардт (Django Reinhardt)
  - Бабик Рейнхардт
  - Давид Рейнхардт
  - Мандино Рейнхардт
- Andreas Oberg
- Анжело Дебарр (фр. Angelo Debarre)
- Barthalo
- Бирели Лагрен (фр. Biréli Lagrène)
- Boulou & Elios Ferré (фр. Boulou & Elios Ferré)
- Bratsch (фр. Bratsch)
- Cabaret Deluxe
- Caravan Quartet
- Che Pazzo Band
- Christian Escoudé (фр. Christian Escoudé)
- Christophe Leblanc
- Coco Briaval
- Cohen de Cohen n'Co
- Dario Pinelli (итал. Dario Pinelli)
- Djangophil
- Дорадо Шмитт
- Elek Bacsik
- Emmanuel Kassimo
- Fapy Lafertin
- Пьер, Жан и Рене Ферре
- Фредерик Белинский (fr:Frédéric Belinsky)[2]
- 4Django
- Стефан Граппелли
- Gypsy Quartet
- Häns'che Weiss
- The Hot Club of Israel Band
- Гарри Стойка (Harri Stojka)
- Jimmy Rosenberg
- Jean Jacques Gristi
- Jean-Philippe Watremez
- Jo Privat
- John Jorgenson
- Joscho Stephan
- Karpatt
- Manlouch
- Manomanouche Quartet
- Marc Masselin
- Marcel Loeffler
- Matlo Ferret
- Laurent Bajata
- Moreno
- Moreno (Winterstein)
- Le Chinois (Chinois Trio
- Les doigts de l'homme
- Les pommes de ma douche
- Les Yeux Noirs
- Les Fils Du Vent
- Les Moustaches de Django
- Lollo Meier
- Nitcho Reinhardt
- Noushma
- Олег Пономарёв (Oleg Ponomarev)
- Opa Tsupa
- Oscar Aleman
- Pas de nom pas de maison
- Papou Smith et la tabert enchantée
- Poum Tchack site
- Palinka
- Patrick Saussois
- Patrick Suplon
- Pearl Django
- Purple Gang
- Quintette du Hot Club de France
- Raphaël Faÿs
- Rene Duchossoir
- Richard Manetti
- Robin Nolan
- Rodolphe Raphalli
- Roger Chaput
- Roman Arye-Alexeev
- Romane
- Ronan Pinc
- Rosenberg trio
- Samy Daussat
- Samson Schmitt
- Sanseverino
- Schnuckenack Reinhardt
- Serge Krief
- Swing Couture
- Swing deluxe
- Swingin Partout
- Sylvain Luc
- Tchou Tchou Vidal
- The Rosenberg Trio
- Чаволо Шмитт
- Trio Django Piter
- The Lost Fingers
- Тома Дютронк
- The Fedora Club
- Titi Winterstein
- Trimajazz
- Vanupié
- Waso
- Zaz
- L'inspecteur Gadjo

В России
- Дмитрий Купцов (Москва), организатор еженедельных джем-сессий в стиле мануш по всей России,  а также московских фестивалей памяти Джанго Рейнхардта
- Георгий Яшагашвили, Django Friends  (Москва)
- Djangoband (Москва) (коллектив распался)
- Toledo Bros
- Квартет Андрея Смирнова (Санкт-Петербург)
- Trio Django Piter (Санкт-Петербург)
- Квартет Мануш (Москва)
- Swing Couture (Санкт-Петербург)
- Квартет Квадрат (Москва)
- Groove Party (Москва)
- Se.Vi.Дж. (Санкт-Петербург)
- Monsieur Manouche (Санкт-Петербург)
- Квартет Андрея Смирнова (Санкт-Петербург)
- Chance-On Manouche (Санкт-Петербург)
- Cotton Jazz Band (Пермь)
- Twinkle band (Екатеринбург)
- Квартет Барбекю (Самара)
- Swing Zippers (Литва)
- Саратовский джаз-оркестр «Ретро»
- «Волга-Мануш-Бэнд» (Волгоград)
- Jet SwinG band (Москва)
- Koivunen band (Мурманск)
- Limehouse band (Нижний Новгород)
- The Roasted Rooster Jazz Band (Москва)